# Vinny Curry
Vincent „Vinny“ Curry (* 30. Juni 1988 in Neptune, New Jersey) ist ein ehemaliger US-amerikanischer American-Football-Spieler auf der Position des Defensive Ends. Er stand in der National Football League (NFL) bei den Philadelphia Eagles, den Tampa Bay Buccaneers und den New York Jets unter Vertrag.

## Frühe Jahre
Curry besuchte die Neptune High School in seiner Geburtsstadt. Dort zeigte er in der Footballmannschaft herausragende Leistungen und wurde ins First-Team All-State, All-County und All-Conference berufen. Außerdem wurde er zum Most Valuable Player seiner Mannschaft gewählt. Nach seinem Highschoolabschluss erhielt er deshalb ein Stipendium der Marshall University in Huntington, West Virginia. Dort spielte er von 2007 bis 2011 ebenfalls in der Footballmannschaft. Er kam in insgesamt 45 Spielen zum Einsatz und konnte dabei 239 Tackles und 26,5 Sacks erzielen sowie 10 Fumbles erzwingen. Im Jahr 2009 konnte er mit seiner Mannschaft den Little Caesar Pizza Bowl und 2011 den Beef 'O' Brady's Bowl gewinnen. Außerdem wurde er C-USA Defensive Player of the Year Award im Jahr 2011.

## NFL

### Philadelphia Eagles (1. Mal)
Beim NFL-Draft 2012 wurde Curry in der 2. Runde an 59. Stelle von den Philadelphia Eagles ausgewählt. In seinem Rookie-Jahr kam er jedoch nur wenig zum Einsatz. Sein NFL-Debüt gab er am 12. Spieltag der Saison 2012 bei der 22:30-Niederlage gegen die Carolina Panthers. Dabei konnte er insgesamt 5 Tackles verzeichnen. Insgesamt kam er in nur 6 Spielen zum Einsatz, dabei war er sowohl in der Defense als auch in den Special Teams auf dem Feld. In seinem 2. Jahr konnte er seine Spielzeiten etwas steigern. So kam er in insgesamt 14 Spielen der Regular Season zum Einsatz, allerdings nie als Starter. Seinen ersten Sack in der NFL konnte er am 3. Spieltag der Saison 2013 bei der 16:26-Niederlage gegen die Kansas City Chiefs an deren Quarterback Alex Smith verzeichnen. Insgesamt kam er in dem Jahr auf 4 Sacks. Da die Eagles in dieser Saison 10 Spiele gewannen und nur 6 verloren, konnten sie die NFC-East-Division gewinnen und sich somit für die Playoffs qualifizieren. Dort gab Curry in der 1. Runde beim Spiel gegen die New Orleans Saints sein Debüt, das jedoch mit 24:26 verloren wurde. Somit schieden die Eagles aus.
Auch 2014 konnte Curry seine Spielzeiten nochmal steigern und stand in allen 16 Spielen auf dem Feld, jedoch erneut in keinem einzigen von Beginn an. Allerdings konnte er insgesamt 9 Sacks verzeichnen, am zweitmeisten im Team nach Connor Barwin. Allein 2 Sacks verzeichnete er beim 27:0-Sieg gegen die New York Giants am 6. Spieltag, beide an Quarterback Eli Manning. Außerdem führte er das Team mit 4 erzwungenen Fumbles an. Am 12. Spieltag der Saison 2015 gelangen ihm erneut 2 Sacks, diesmal bei der 14:45-Niederlage gegen die Detroit Lions an deren Quarterback Matthew Stafford. Vor der Saison 2016 unterschrieb er einen neuen Vertrag über 5 Jahre und 47,5 Millionen US-Dollar bei den Eagles. Nichtsdestotrotz kam er auch 2016 nicht über die Rolle eines Backups hinaus und verzeichnete nur noch 3,5 Sacks. In der Saison 2017 ging Curry erstmals als Starter in der NFL in die Saison. Er spielte in allen 16 Spielen von Beginn an und erzielte 42 Tackles und 3 Sacks. Er war somit maßgeblich daran beteiligt, dass die Eagles 13 Spiele gewinnen konnten und nur 3 verloren, und sich erneut für die Playoffs qualifizierten. Dort konnten sie die Atlanta Falcons und die Minnesota Vikings besiegen und trafen somit in Super Bowl LII auf die New England Patriots. Auch bei dem Spiel startete Curry und konnte 4 Tackles verzeichnen, die Eagles gewannen am Ende den Super Bowl mit 41:33. Nach der Saison wurde Curry jedoch von den Eagles entlassen.

### Tampa Bay Buccaneers
Am 19. März 2018 unterschrieb er einen Vertrag über 3 Jahre und 23 Millionen US-Dollar bei den Tampa Bay Buccaneers. Zu Beginn der Saison stand er dort auch in der Startformation. Sein Debüt für sein neues Team konnte er am 9. September 2018 beim 48:40-Sieg gegen die New Orleans Saints geben, bei dem er einen Tackle und einen Sack an Quarterback Drew Brees verzeichnete. Insgesamt kam Curry allerdings nur in 12 Spielen zum Einsatz. Am 12. Februar 2019 wurde er von den Buccaneers entlassen.

### Philadelphia Eagles (2. Mal)
Daraufhin kehrte er für die Saison 2019 zu seinem alten Team, den Philadelphia Eagles zurück. Dort kam er in allen 16 Spielen zum Einsatz, allerdings nur zweimal in der Startformation. Dabei kam er am 4. Spieltag beim 34:27-Sieg gegen die Green Bay Packers in seinem 100. Spiel in der Liga zum Einsatz. Außerdem konnte er am 14. Spieltag gegen die New York Giants beim 23:17-Sieg deren Quarterback Eli Manning zweimal sacken, genau wie 2014. Insgesamt erreichte er 27 Tackles und 5 Sacks. Außerdem konnte er sich mit den Eagles erneut für die Playoffs qualifizieren, wurde das 1. Spiel allerdings mit 9:17 gegen die Seattle Seahawks verloren. In der Saison 2020 hatte er mit einer Verletzung zu kämpfen und kam nur in 11 Spielen zum Einsatz, davon 3 von Beginn an. Er verpasste mehrere Spiele wegen eine Oberschenkelverletzung und stand außerdem auch auf der COVID-Liste seines Teams.

### New York Jets
Am 24. März 2021 unterschrieb Curry einen Vertrag bei den New York Jets. Wegen einer seltenen Blutkrankheit musste Curry im Sommer die Milz entfernt werden. Da sich infolgedessen Blutgerinnsel bildeten, die die Einnahme von Blutverdünnern erfordern, verpasste er die Saison 2021 aus medizinischen Gründen vollständig. Im Januar 2022 lösten die Jets den Vertrag mit Curry auf, im April nahmen sie ihn für die Saison 2022 erneut unter Vertrag. Nachdem er die ersten fünf Saisonspiele noch verpasst hatte, gab Curry am 6. Spieltag beim 27:10-Sieg gegen die Green Bay Packers schließlich sein Debüt für die Jets, bei dem er auch drei Tackles verzeichnen konnte. In der starken Defense der Jets konnte er sich allerdings nicht endgültig durchsetzen und kam zumeist als Backup für Carl Lawson sowie in den Special Teams zum Einsatz. Am letzten Spieltag konnte er bei der 6:11-Niederlage gegen die Miami Dolphins erneut drei Tackles verzeichnen, seine Saisonbestleistung. Nach der Saison wurde sein Vertrag jedoch nicht verlängert und er wurde ein Free Agent.
Nachdem er nach Vertragsende keinen neuen Verein gefunden hatte, gab Curry 2024 sein Karriereende bekannt. Offiziell trat er am 14. November 2024 beim Spiel der Eagles gegen die Washington Commanders in den Ruhestand, für das er zum Honorary Captain ernannt worden war.

## Karrierestatistiken
| Legende | Legende            |
| ------- | ------------------ |
| Fett    | Karrierehöchstwert |

### Regular Season
| Saison                             | Team             | Spiele | Spiele  | Tackles      | Tackles      | Tackles      | Tackles      | Tackles      | Interceptions | Interceptions | Interceptions | Interceptions | Interceptions | Interceptions | Fumbles      | Fumbles      | Fumbles      |
| Saison                             | Team             | Gesamt | Starter | Gesamt       | Solo         | Assist       | Sack         | Safety       | PD            | Int           | Yards         | Avg           | Lang          | TD            | FF           | FR           | TD           |
| ---------------------------------- | ---------------- | ------ | ------- | ------------ | ------------ | ------------ | ------------ | ------------ | ------------- | ------------- | ------------- | ------------- | ------------- | ------------- | ------------ | ------------ | ------------ |
| 2012                               | Eagles           | 6      | 0       | 9            | 8            | 1            | 0,0          | 0            | 0             | 0             | 0             | 0,0           | 0             | 0             | 0            | 0            | 0            |
| 2013                               | Eagles           | 14     | 0       | 22           | 17           | 5            | 4,0          | 0            | 2             | 0             | 0             | 0,0           | 0             | 0             | 0            | 0            | 0            |
| 2014                               | Eagles           | 16     | 0       | 19           | 17           | 2            | 9,0          | 0            | 0             | 0             | 0             | 0,0           | 0             | 0             | 4            | 1            | 0            |
| 2015                               | Eagles           | 16     | 0       | 12           | 9            | 3            | 3,5          | 0            | 0             | 0             | 0             | 0,0           | 0             | 0             | 0            | 0            | 0            |
| 2016                               | Eagles           | 16     | 0       | 26           | 18           | 8            | 2,5          | 0            | 0             | 0             | 0             | 0,0           | 0             | 0             | 0            | 0            | 0            |
| 2017                               | Eagles           | 16     | 16      | 42           | 25           | 17           | 3,0          | 0            | 0             | 0             | 0             | 0,0           | 0             | 0             | 1            | 0            | 0            |
| 2018                               | Bucs             | 12     | 7       | 21           | 15           | 6            | 2,5          | 0            | 0             | 0             | 0             | 0,0           | 0             | 0             | 0            | 0            | 0            |
| 2019                               | Eagles           | 16     | 2       | 27           | 20           | 7            | 5,0          | 0            | 0             | 0             | 0             | 0,0           | 0             | 0             | 0            | 0            | 0            |
| 2020                               | Eagles           | 11     | 3       | 16           | 12           | 4            | 3,0          | 0            | 0             | 0             | 0             | 0,0           | 0             | 0             | 0            | 1            | 0            |
| 2021                               | Jets             | 0      | 0       | Ohne Einsatz | Ohne Einsatz | Ohne Einsatz | Ohne Einsatz | Ohne Einsatz | Ohne Einsatz  | Ohne Einsatz  | Ohne Einsatz  | Ohne Einsatz  | Ohne Einsatz  | Ohne Einsatz  | Ohne Einsatz | Ohne Einsatz | Ohne Einsatz |
| 2022                               | Jets             | 11     | 0       | 15           | 9            | 6            | 0,0          | 0            | 0             | 0             | 0             | 0,0           | 0             | 0             | 0            | 0            | 0            |
| Gesamte Karriere                   | Gesamte Karriere | 134    | 28      | 209          | 150          | 59           | 32,5         | 0            | 2             | 0             | 0             | 0,0           | 0             | 0             | 5            | 2            | 0            |
| Quelle: pro-football-reference.com |                  |        |         |              |              |              |              |              |               |               |               |               |               |               |              |              |              |

### Postseason
| Saison                             | Team             | Spiele | Spiele  | Tackles | Tackles | Tackles | Tackles | Tackles | Interceptions | Interceptions | Interceptions | Interceptions | Interceptions | Interceptions | Fumbles | Fumbles | Fumbles |
| Saison                             | Team             | Gesamt | Starter | Gesamt  | Solo    | Assist  | Sack    | Safety  | PD            | Int           | Yards         | Avg           | Lang          | TD            | FF      | FR      | TD      |
| ---------------------------------- | ---------------- | ------ | ------- | ------- | ------- | ------- | ------- | ------- | ------------- | ------------- | ------------- | ------------- | ------------- | ------------- | ------- | ------- | ------- |
| 2013                               | Eagles           | 1      | 0       | 1       | 1       | 0       | 0,0     | 0       | 0             | 0             | 0             | 0,0           | 0             | 0             | 0       | 0       | 0       |
| 2017                               | Eagles           | 3      | 3       | 9       | 5       | 4       | 0,0     | 0       | 0             | 0             | 0             | 0,0           | 0             | 0             | 0       | 0       | 0       |
| 2019                               | Eagles           | 1      | 1       | 0       | 0       | 0       | 0,0     | 0       | 0             | 0             | 0             | 0,0           | 0             | 0             | 0       | 0       | 0       |
| Gesamte Karriere                   | Gesamte Karriere | 5      | 3       | 10      | 6       | 4       | 0,0     | 0       | 0             | 0             | 0             | 0,0           | 0             | 0             | 0       | 0       | 0       |
| Quelle: pro-football-reference.com |                  |        |         |         |         |         |         |         |               |               |               |               |               |               |         |         |         |